# Boesdal Kalkbrud
55°15′30″N 12°24′0″Ø / 55.25833°N 12.40000°Ø
Boesdal Kalkbrud ligger mellem Lille Heddinge og Rødvig syd for Stevns Klint og omfatter et 15 hektar stort naturområde som er en del af verdensarvsområdet omkring Stevns Klint. 
I Boesdal Kalkbrud er der siden 1914 gravet kalk. Noget som jordbrugskalk, andet brændt til mørtel. Rester af de to gamle kalkovne fra 1930 står der stadig, og en stor pyramideformet lagerbygning fra 1967 er bevaret. Bygningen bruges i nutiden til kulturelle formål.
Kalkbruddet blev nedlagt i 1978 og ejes i dag af Stevns Kommune og fungerer som rekreativt område for blandt andet picnic, rollespil og koncerter. Kalkbruddet er en del af Stevns Klint Trampesti. 
I vestlige del af Boesdal Kalkbrud har Stevns Kommune opført 2 shelteres samt et multtoilet. Fra kalkbruddet kan man gå helt ned til stranden uden at skulle gå på trapper. 
Området er i dag et yngleområde for stålorm, snoge og firben og har en betydelig forekomst af hugorme som yngler på skrænter og plateauer.  
- Tørrebygningen
- Tørreovnen